# Marshall Brown
Marshall Richard Brown (* 21. Dezember 1920 in Framingham, Massachusetts; † 13. Dezember 1983 in New York City) war ein US-amerikanischer Jazz-Posaunist, Musikpädagoge, Songwriter und Bandleader; er leitete die International Youth Band.

## Leben und Wirken
Marshall Browns Vater war ein Vaudeville-Künstler, der als Zauberer auftrat, seine Mutter spielte in Stummfilm-Theatern Klavier. Mit neun Jahre begann er autodidaktisch Gitarre zu spielen, mit 16 wechselte er zur Ventilposaune. Er schloss 1949 seine Studien cum laude an der New York University ab und erwarb 1953 an der Columbia University den Master of Arts. 
Schon während des Studiums arbeitete er mit eigenen Formationen und leitete 1949/51 die Schulband an der East Rockaway Highschool. Während er an der Farmingdale Highschool auf Long Island unterrichtete, organisierte er eine Tanzband, mit der er auf einem Benefiz-Konzert für Opfer des Ungarn-Aufstands 1956 zusammen mit Gerry Mulligans Quartett auftrat. 1957 stellte Brown die Schulband erfolgreich auf dem Newport Jazz Festival vor. Er wurde danach Mitglied der Festival-Organisation und erhielt den Auftrag, mit George Wein nach Europa zu reisen und dort Mitglieder für eine international besetzte Jugendband zu finden. Diese International Youth Band debütierte dann 1958 auf der Brüsseler Weltausstellung und trat danach in Newport auf. Brown arbeitete bis 1960 weiter mit den verschiedenen Ausgaben der Youth Band, in der u. a. Michael Abene, Ronnie Cuber, Gil Cuppini, Eddie Daniels, Eddie Gomez, Dusko Goykovich, George Gruntz, Roger Guérin, Ruud Jacobs, Erich Kleinschuster, Albert Mangelsdorff, Jimmy Owens, Joseph Orange, Gábor Szabó und Jan Wróblewski spielten. Konzert-Mitschnitte der Youth Band erschienen auf Columbia und Decca Records. 
In den 1960er Jahren war Brown weiter als Musikpädagoge tätig; zu seinen Schülern gehörte auch der Schlagzeuger Lou Grassi. Außerdem spielte er im Sextett von Ruby Braff (1960/61), Pee Wee Russell (1961/62 und erneut 1965), Bobby Hackett (1964), Eddie Condon (1966/67) und Roy Eldridge (1968–70). Von 1971 bis 1974 gehörte er der Band von Lee Konitz an, an dessen Album The Lee Konitz Duets er bereits 1967 mitgewirkt hatte und auch als Euphonium-Spieler zu hören war; 1972 trat er mit ihm in Newport auf.
In den 1950er Jahren betätigte sich Brown auch als Songwriter von Titeln wie „Seven Lonely Days“, „The Banjos Back in Town“ oder „Tout au Bout de la Semaine“ in Frankreich.